# Mebibyte
En mebibyte er 220 byte = 1 048 576 byte. Forkortes MiB.